# Keto Shimizu
Keto Shimizu (Princeton 23 de dezembro de 1984) é uma roteirista, produtora de televisão e escritora de quadrinhos estadunidente. É conhecida por seu trabalho na adapatação norte-americana de Being Human e suas contribuições substanciais ao Arrowverse, de Greg Berlanti e da The CW.

## Vida e Carreira
Filha de um historiador de arte asiática e uma das fundadoras da primeira escola Waldorf, em Princeton, Nova Jersey, Shimizu atribui seu amor por contar histórias à educação Waldorf. É formada pela Twinfield High School, em Plainfield, Vermont, e no Emerson College, em Boston. Shimizu e seu marido, Christopher Lastrapes, têm dois filhos juntos.
Fanática por tudo o que envolve Batman, Keto tem como influência o escritor e roteirista Paul Dini. Além de Paul, outras referências de escrita incluem John Ostrander, Alan Moore, Kurt Buslek, Frank Miller e Chris Claremont.
Sua primeira experiência com filmes foi no curta-metragem de faroeste Razor Man, de 2006, o qual Shimizu foi roteirista e diretora. O filme retrata um pistoleiro solitário que busca por vingança, em uma Colorado rural de 1891. Em 2007, ela dirigiu e escreveu um segundo curta, chamado Threads.
Ela trabalhou em uma extensa gama de funções em sua carreira, incluindo assistente de pós-produção (The Spirit, Tron: O Legado), coordenadora de efeitos visuais (Fúria de Titãs), diretora de fotografia (curta-metragem The Storm), e operadora de câmera/primeira assistente de câmera (websérie Downers Grove). Além disso, fez parte da equipe de redação da série The Cape, da NBC.

### Being Human
Em 2012, Keto atuou na adaptação de Being Human, da Syfy, como editora de história. Foi ainda ainda roteirista de três episódios da série de drama paranormal ("Dream Reaper", "I'm So Lonesome I Could Die", "Of Mice and Wolfman").

### Arrowverse
Em meados de 2013, Shimizu entrou no universo da DC Comics para produzir a série de origem do Arqueiro Verde, Arrow, como editora executiva e roteirista. Seu primeiro episódio, "Bonecas Despedaçadas",  foi co-escrito com o produtor executivo Marc Guggenheim e fortemente aclamado pela crítica. Ao longo da temporada.
No dia 9 de julho de 2014, foi anunciado o lançamento de uma série de história em quadrinhos responsável por fazer a ponte entre a segunda e a terceira temporada de Arrow, em setembro do mesmo ano, escrita escrita por Shimizu e Guggenheim, sob o intitulada Arrow 2.5. Alguns de seus trabalhos enfatizam personagens estabelecidos pela mesma, com Bryan Q. Miller, em seu episódio sobre o Esquadrão Suicida.
Com o anúncio da terceira temporada da série, Shimizu foi promovida a co-produtora ao lado de Ben Sokolowski. Junto do co-produtor executivo Jake Coburn, co-escreveu o segundo episódio introdutório, "Sara". Foi responsável ainda pelo sexto episódio, "Culpado", junto de Erik Oleson. Outro episódio escrito por Shimizu e Coburn foi o mid-season finale "A escalada", que introduziu por completo o vilão Ra's al Ghul (Matt Nable). Seu primeiro episódio solo foi "Tendências Suicidas", dirigido por Jesse Warn, que acompanhou a reformulação da Task Force-X, com a nova membro Cupido/Carrie Cutter; e explorou o passado do Pistoleiro.
Shimizu também co-escreveu com Sokolowski, o décimo-quarto episódio da série irmã de Arrow, The Flash, "Recaída", que apresentou o super-herói Nuclear (Robbie Amell(Ronnie Raymond)/Victor Garber(Professor Martin Stein)) e contou com as primeiras palavras ditas pelo vilão Gorilla Grodd.
Durante a turnê de 2015 da Winter Television Critics Association, a The CW anunciou uma nova série animada de 6 episódios denominada Vixen, que gira em torno da heroína homônima. A produção estreou e agosto do mesmo ano, no CW Seed, e teve seus episódios lançados semanalmente. Vixen se passa no mesmo universo de Arrow e The Flash e é escrita por Shimizu, Wendy Mericle, Brian Ford Sullivan e Lauren Certo.
Ao fim da produção da quarta temporada de Arrow, Keto foi promovida mais uma vez, agora como produtora, ao lado de Sokolowski. Ela co-escreveu o segundo episódio da temporada, "O Candidato", junto de Guggenheim, que introduziu o vilão Anarquia (DC Comics). A roteirista fez par com o co-produtor executivo Speed Weed no sétimo episódio "Irmandade" e contribuiu com o décimo-terceiro e décimo-quinto episódios, "Pecados do Pai", com Sokolowski e "Levado", com Sullivan (baseado em uma história de Guggenheim), respectivamente, além do rejeitado pela crítica "11h59", ao lado de Guggenheim.
Com a conclusão da quarta temporada, Shimizu deixou Arrow e foi realocada à segunda temporada da série spin-off DC's Legends of Tomorrow como co-produtora executiva, responsável por apresentar a Sociedade da Justiça da América. Na produção, co-escreveu o episódio "Comprometidos", baseado na Era Reagan dos Estados Unidos, além de "Os Caçadores da Arte Perdida", baseado na obra Os Caçadores da Arca Perdida de George Lucas, "A batalha entre o bem e o mal", focada em dinossauros, e "Fraternidade da Lança", inspirada pela obra de J.R.R. Tolkien, A Sociedade do Anel. Os portais IGN, io9 e ComicBook.com descreveram a segunda temporada como "a melhor série de TV da DC". Shimizu foi ainda nomeada produtora executiva da série a partir da quarta temporada.